# Nico Morelli
Nico Morelli (Taranto, 1965) è un pianista e compositore italiano di genere jazz.

## Biografia
Dopo il diploma presso il conservatorio di Taranto, segue a Roma corsi di perfezionamento di pianoforte classico con Aldo Ciccolini, si specializza nello studio del Jazz nelle scuole italiane Siena Jazz, Berklee College of Music, Manhattan School of Music, avendo parallelamente come professore Franco D'Andrea.
Nel corso degli anni suona in concerto con Flavio Boltro, Enrico Rava, Paolo Fresu (musicista), Roberto Gatto, Bruno Tommaso, Roberto Ottaviano, Andrè Ceccarelli.
Nel 1994 si diploma presso il Conservatorio Niccolò Piccinni di Bari.
Nel 1998 si stabilisce a Parigi dove tuttora risiede.

## Discografia

### Album da solista
- 1993 - Behind the Window (YVP Music)
- 1998 - The Dream (Splasch Records) con Roberto Gatto e Marc Johnson
- 2003 - Nico Morelli (Cristal Records)[2][3]
- 2006 - Un[folk]ettable, Pizzica & Jazz project (Cristal records)[4]
- 2011 - Live in Morocco (Bonsai Music)[5]

### Collaborazioni
- 1992 - Nella sala delle arcate - nello Zetema Ensemble con Steve Lacy e Glenn Ferris
- 1997 - Isole senza mari - nel Jazz Air Trio
- 2003 - Colours - con Mauro Negri
- 2011 - Am I Am - (Victoria Rummler)
- 2013 - B2bill A Modern Tribute To Bill Evans - con Emmanuel Bex e Mike Ladd